# 新罗马诺夫卡农村居民点
新罗马诺夫卡农村居民点（俄语：Новоромановское сельское поселение）是俄罗斯联邦布良斯克州姆格林区所属的一个农村居民点。其下辖有12个居民点，行政中心为新罗马诺夫卡。据2015年统计，该农村居民点的人口为1481人。